# Agustí de Montclar
Josep Alsina i Casas, conegut com a fra Agustí de Montclar (Montclar d'Urgell, 8 de desembre de 1907 – Barcelona, 12 d'agost de 1936) fou un frare predicador caputxí i poeta. És venerat com a beat per l'Església Catòlica.

## Biografia

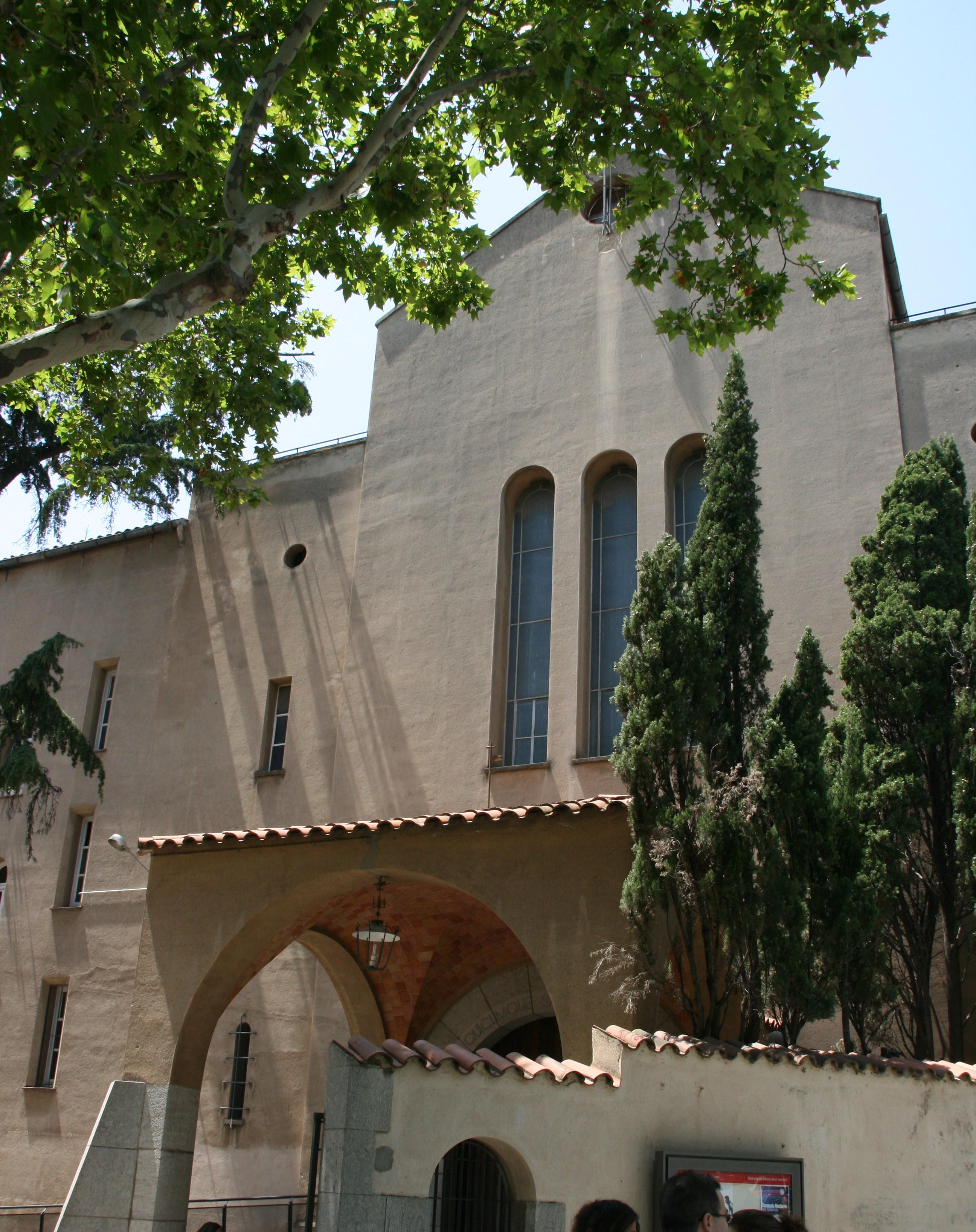
Façana de l'església dels Caputxins de Sarrià

Estudià les primeres lletres a l'escola de Montclar d'Urgell, estudià humanitats al seminari diocesà de Lleida (1919-1923), al seminari seràfic caputxí d'Igualada (1923) i vestí l'hàbit caputxí a Manresa el 1924. Estudià tres anys de filosofia a Olot (1925-1928) i teologia a Barcelona (1928-1932).
Va estar molt vinculat al moviment de la Renaixença catalana i al catalanisme polític de tendència catòlica. Era un home de lletres i mantenia relacions d'amistat amb escriptors i poetes destacats del moment com Maria Antònia Salvà. Fou sots-director de la revista Criterion, la primera revista de filosofia en català i professor de filosofia a Sarrià (Barcelona).
Després d'esclatar la guerra civil va abandonar el convent de Sarrià i es va refugiar a casa d'una família de Barcelona que li va prestar ajuda. Però després d'una denúncia van realitzar un escorcoll a la casa i quan van anunciar que en cas de no entregar a fra Agustí de Montclar detindrien tots els homes de la casa, fra Agustí de Montclar va dir que ell era el frare i que deixessin a la família. El frare va demanar poder resar abans de ser afusellat, però tot i que en un principi li varen permetre, finalment li van disparar un tret durant les seves oracions.

## Beatificació

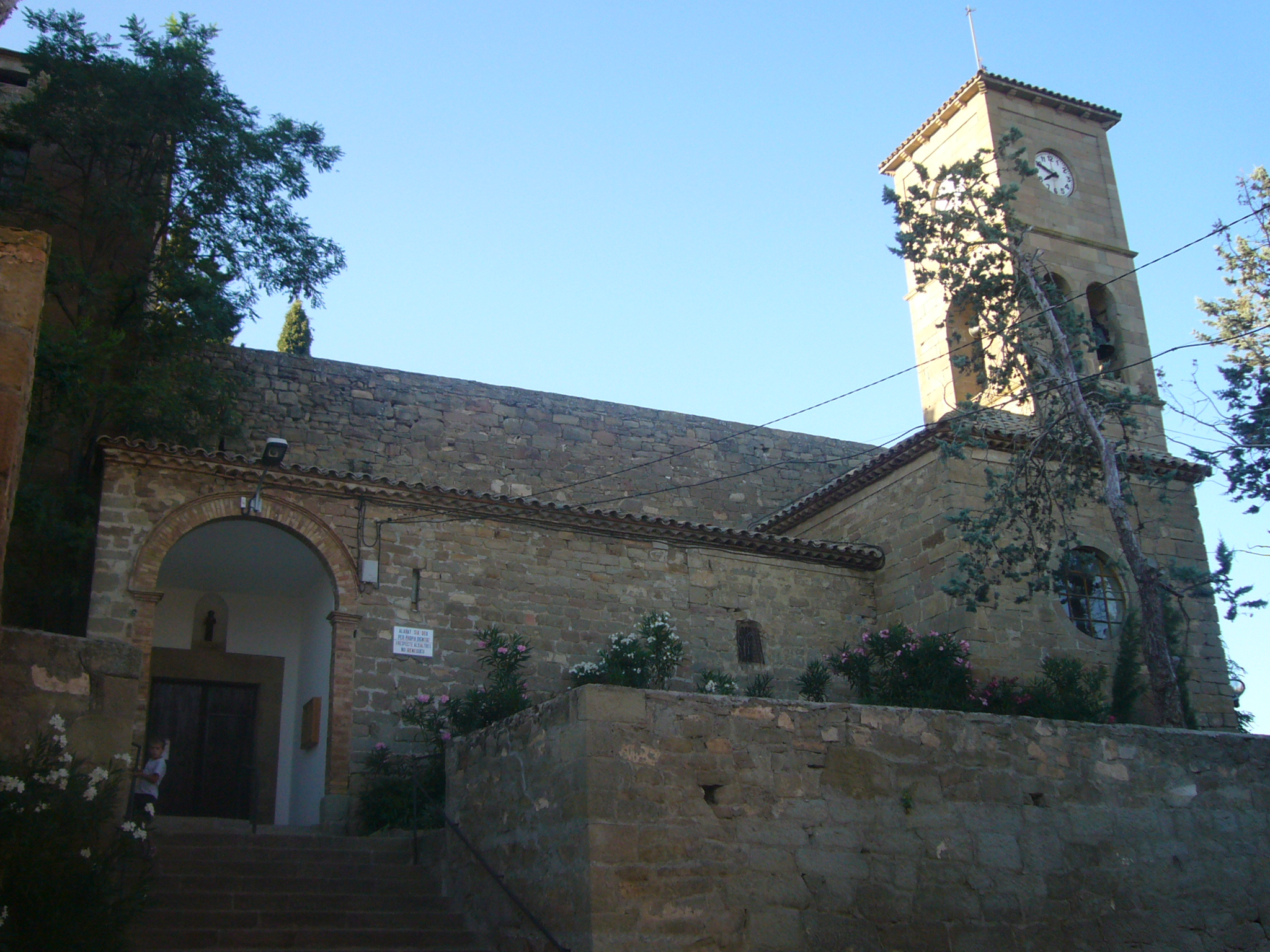
Façana de l'església de Sant Jaume de Montclar

El 5 d'agost de 2015 el Papa Francesc va autoritzar la beatificació d'Agustí de Montclar, juntament amb altres 25 frares caputxins més, morts màrtirs duran els anys 1936-1939.
El 21 de novembre de 2015 va tenir lloc a la Catedral de Barcelona la beatificació d'Agustí de Montclar, juntament amb altres 25 caputxins més morts màrtir duran els anys 1936-1939.
El 5 de desembre de 2015 va tenir lloc a l'església de Sant Jaume de Montclar, al seu poble natal, la missa d'acció de gràcies per la seva beatificació.

## Obra publicada
- 1933: Novell esguard : poesies[5]
- 1934: Entorn de la poesia de Ramon Llull[5]